# Palazzo Vescovile (Cerreto Sannita)

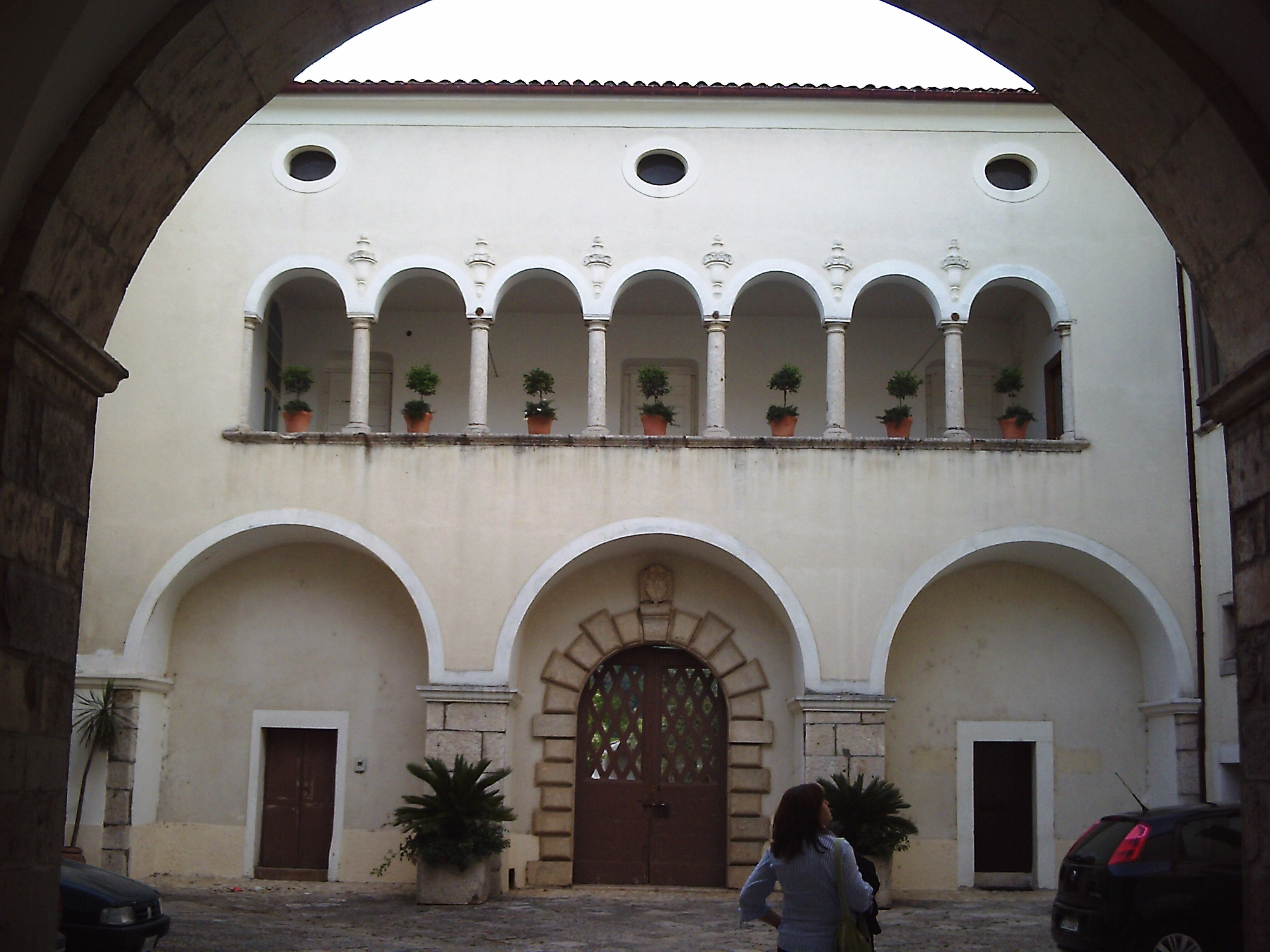
Blick in den Innenhof des bischöflichen Palastes von Cerreto Sannita

Der Palazzo Vescovile (auch Episcopio) ist ein Palast aus dem 17. Jahrhundert in Cerreto Sannita in der italienischen Region Kampanien. Er liegt an der Piazza Giovanni Paolo II, 1 und ist Sitz des Bischofs und der Kurie des Bistums Cerreto Sannita-Telese-Sant’Agata de’ Goti.

## Geschichte

### Der Palast inCerreto antica
1349 traf ein Erdbeben Telesia, wodurch der Boden aufgewühlt wurde und erstickende Mofetten entstanden. Die Überlebenden zogen in die benachbarten Orte, wie Solopaca und San Salvatore Telesino um, um nicht an Malaria oder anderen tödlichen Krankheiten zu sterben.
Die Bischöfe von Telese lebten von 1349 bis zum Ende des 16. Jahrhunderts bei denen, die ihnen Gastfreundschaft gewährten: In der Rocca di San Salvatore Telesino, im Castello di Faicchio, in Guardia Sanframondi, in San Lorenzello oder sogar in einigen Räumlichkeiten des Hospitals von Cerreto antica, wie man aus einer Urkunde des Notars Mario Cappella weiß, die auf den 21. September 1584 datiert ist.
Es war Monsignore Eugenio Savino, der 1596 Cerreto antica zum Bischofssitz erklärte.
Im Jahre 1600 stiftete Sisto Mazzacane aus Cerreto antica dem Bischof und seinen Nachfolgern seinen Palast, damit dieser Bischofssitz werde.
Der Palast wurde, obwohl der ziemlich groß war, in den ersten Jahren des 17. Jahrhunderts einigen Erweiterungen unterzogen; es wurden eine Kapelle und einige Diensträume eingebaut.
Beim Erdbeben am 5. Juni 1688 wurde der Palast dem Erdboden gleichgemacht.

### Der Palast nach 1688

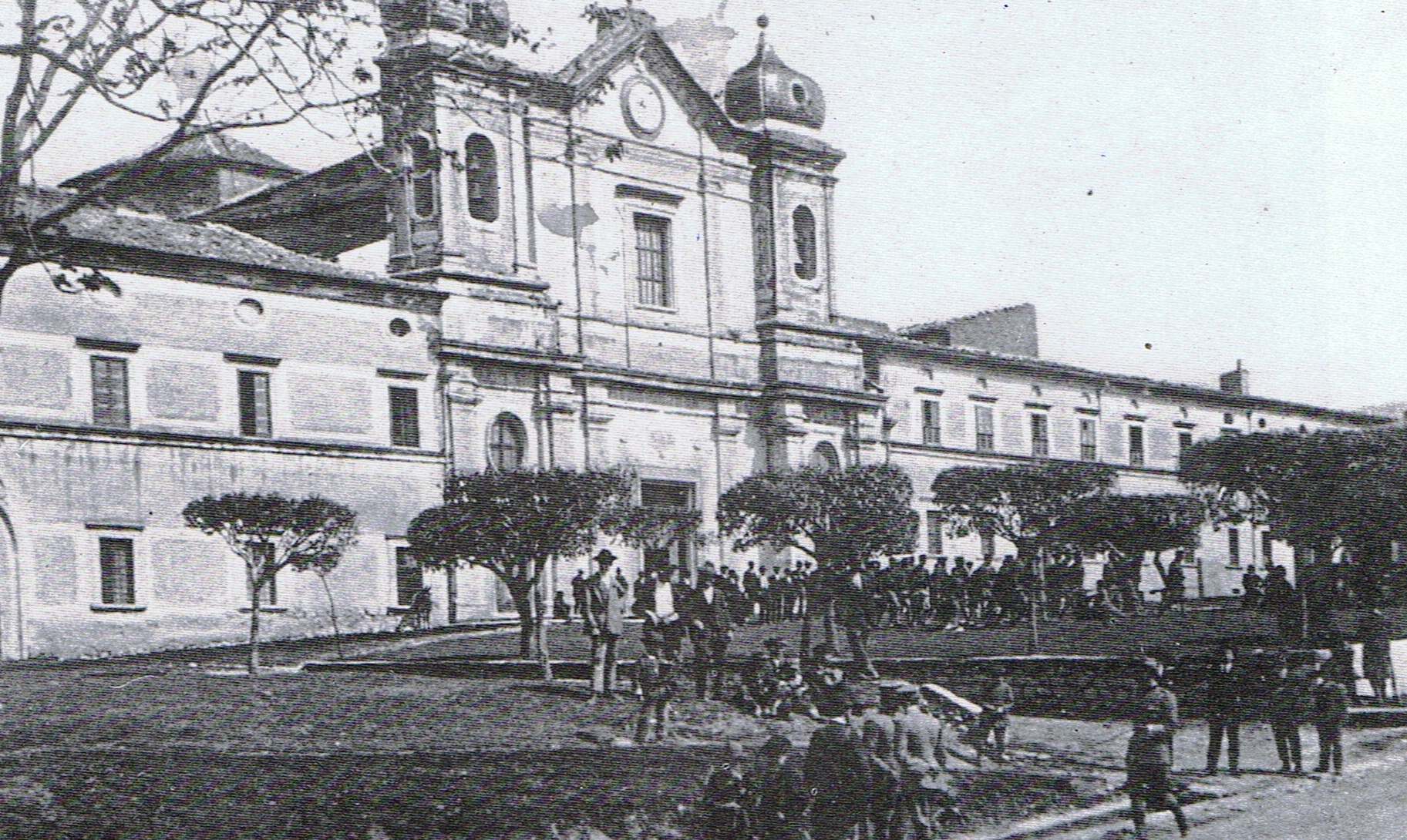
Der Palazzo Vescovile (links), die Kathedrale (in der Mitte) und das Diözesanseminar (rechts) auf einem Foto Anfang des 20. Jahrhunderts

Es war Monsignore Giovanni Battista de Bellis, der sofort nach dem Erdbeben 1688 den Bau des heutigen Bischofspalastes im neuen Stadtgefüge von Cerreto Sannita einleitete; er wurde von Giovanni Battista Manni projektiert.
Sobald die ersten beiden Räume im Erdgeschoss fertiggestellt waren, zog der Bischof sofort ein, da seine zeitweilige Anwesenheit in Faicchio vom örtlichen Lehensherrn nur ungern toleriert wurde.
1696, nur acht Jahre nach dem Erdbeben, war der Rohbau bereits fertig; die Fassade wurde 1707 verputzt.
Zwischen 1739 und 1742 wurden die Stuckarbeiten und Verschönerungsarbeiten in den Innenräumen ausgeführt.
Das Erdbeben von 1805 verursachte einige Schäden an dem Palast; diese Schäden verschlimmerten sich noch durch die Verlegung des Bischofssitzes von Cerreto Sannita nach Alife. Die Zusammenlegung der beiden Bistümer rief weit verbreitet Unzufriedenheit hervor, die erst nachließ, als König Ferdinand II. bei seinem Besuch in Cerreto Sannita 1852 für den Bau einer eigenen Bischofskathedrale aussprach, womit er den Bitten des örtlichen Klerus entsprach. Einige Monate später wurde dieser in der Bulle „Copertum“ von Papst Pius IX., datiert auf den 6. Juli, verfügt.
Der neue Bischof von Cerreto Sannita, Monsignore Luigi Sodo ließ an dem Palast etliche Restaurierungsarbeiten durchführen, die dem Gebäude wieder sein originales Aussehen verliehen.

## Beschreibung
Das Gebäude hat den für einen Palast aus dem 18. Jahrhundert in Cerreto Sannita typischen Aufbau: Einen Empfangssalon, einen Innenhof und einen Garten hinter dem Haus.
Die Fassade mit Rinzaffo-Verzierungen hat zwei Reihen von Fenstern und Opaions darüber.
Im Innenhof gibt es eine Loggia im Renaissancestil und ein Portal, das in die Remise führt, in dem die Kutsche des Bischofs stand.
In den oberen Stockwerken, die nicht für die Öffentlichkeit zugänglich sind, gibt es Gemälde aus dem 18. Jahrhundert und Bodenbeläge, die aus Keramik aus Cerreto Sannita bestehen.
Im Wappensaal sind die Wappen der Bischöfe von Telese und Cerreto von 1577 bis heute abgebildet. Die Wappen sind ein Werk des Malers Francesco Barile aus Cerreto Sannita (1906).
Ein Epigraph im Salon erinnert an den Besuch des Heiligen Alfonso Maria de Liguori beim Bischof Filippo Gentile im Jahre 1767: «IN HAC AULA ASSEDIT – ALPHONSUM M. DE LIGORIO – CUM OLIM CONVENIENS PHILIPPUM GENTILE – EPISCOPUM CERRETAN. – FUT A FAMULO AEDES VERRENTE – INSCITE NEGLECTUS ET CONTEMPTUS MOXQUE AB ANTISTITE – ERRORE DETECTO – MAGNO EXCEPTUS HONORE – FAMULO VENIAM FACTI DEPRECANTE – CUIUS MEMORIA UT PERPETUARETUR – ALOISIUS SODO – EPISC. CERRETAN. AC TELESIN. – P.C. AN. MDCCCLXVII».
In der Privatkapelle des Bischofs hängt ein Gemälde eines unbekannten Malers, auf dem die Madonna mit dem Kind zwischen Francesco di Sales, Carlo Borromeo und Filippo Neri abgebildet ist.